# لوری چالوپنی
لوری چالوپنی (انگلیسی: Lori Chalupny؛ زادهٔ ۲۹ ژانویهٔ ۱۹۸۴) بازیکن فوتبال اهل ایالات متحده آمریکا بود.
از باشگاه‌هایی که در آن بازی کرده‌است می‌توان به شیکاگو رد استارز، آتلانتا بیت، و باشگاه فوتبال آی‌ای‌کی اشاره کرد.
وی در مسابقات کشوری و بین‌المللی در مجموع برندهٔ ۱ مدال طلا، ۱ مدال برنز شده‌است.